# Il rosso e il nero (programma radiofonico)
Il rosso e il nero è un programma radiofonico condotto da Francesco Storace e Vladimir Luxuria. Irradiato quotidianamente dal lunedì al venerdì, dalle 11:30 alle 12:00, sulle frequenze di Rai Radio 1.

## Il programma
In onda dal 25 settembre 2023, il programma fa parte della nuova offerta dei palinsesti 2023-2024 di Radio 1, composta del neo direttore Francesco Pionati.
Durante ogni puntata i due conduttori si confrontano su due podi: uno rosso (Vladimir Luxuria) e uno nero (Francesco Storace), e solitamente sono presenti da uno a due ospiti.
Inizialmente il rosso doveva essere Luisella Costamagna ma, a causa degli impegni presi per il suo nuovo programma Tango, ha rifiutato la co-conduzione.